# Подгаће
Подгаће (итал. Pogacce) је насељено место у Републици Хрватској у Истарској жупанији. Административно је у саставу општине Ланишће.

## Географија
Подгаће се налазе на Ћићарији, на 500 м надморске висине. Смештено је 1 км северозападно од Ланишћа, уз руб кршкога поља на локалној саобраћајници Ланишће—Прапоће, испод жупанијског пута Ланишће—Рачја Вас. Од северних ветрова је заштићено 200 м високом стеном, из које извире природна питка вода. Становништво се традиционално бавило искључиво пољопривредом и сточарством (производња и продаја млека).

## Историја
Први се пут помиње 1358. с другим селима Рашпорске господе, с којима је 1394. припало Венецији. На гробљу на улазу у село налази се мала капела, а на западном крају насеља црквица Св. Ане с преслицом на прочељу. Према облику улазних врата црква датира у готичко раздобље. Крај ње је појилиште с фонтаном и извором воде.

## Становништво
Према попису становништва из 2011. године у насељу Подгаче живела су 54 становника који су живели у 19 породичних домаћинстава.
Кретање броја становника по пописима 1857—2001.
| година пописа   | 1857. | 1869. | 1880. | 1890. | 1900. | 1910. | 1921. | 1931. | 1948. | 1953. | 1961. | 1971. | 1981. | 1991. | 2001. | 2011. |
| Број становника | 212   | 230   | 266   | 272   | 343   | 368   | 0     | 0     | 304   | 241   | 150   | 85    | 56    | 63    | 46    | 54    |

Напомена: У 1921. подаци садржани у насељу Роч, град Бузет, а у 1931. у насељу Ланишће.